# Ларина, Людмила Львовна
Людми́ла Льво́вна Ла́рина (наибольшую известность получила под этой фамилией во втором замужестве; урождённая Абро́симова, в первом замужестве Ша́бина, в третьем замужестве Шольц, нем. Ludmila Scholz; р. 4 июня 1953, Тула) — советская и российская певица.

## Биография
Людмила Абросимова родилась 4 июня 1953 года в Туле. Окончила в Туле музыкальную школу по классу фортепиано. Выступала как певица в художественной самодеятельности, на танцплощадках, в ресторанах. С 1973 года начала профессиональную карьеру певицы. В 1973—1975 годах была вокалисткой тульского вокально-инструментального ансамбля «Левша».
В 1975 году вышла замуж за бас-гитариста Александра Шабина и, переехав в Москву, вместе с мужем начала выступать с вокально-инструментальным ансамблем «Магистраль» — аккомпанирующим коллективом Юрия Антонова. В марте 1976 года также вместе с мужем была приглашена основателем и художественным руководителем вокально-инструментального ансамбля «Надежда» Мишей Плоткиным на работу в ансамбль. Став основной солисткой «Надежды», пела песни композиторов Александры Пахмутовой, Игоря Якушенко, Рудольфа Манукова, Вячеслава Добрынина. Одновременно с работой в ВИА «Надежда» сотрудничала на подпевке со Львом Лещенко в сборных концертах.
В 1979 году перешла сначала в вокально-инструментальный ансамбль«Лада», потом — в ВИА «Девчата», затем — в ВИА «Фантазия» при Московской филармонии. Разведясь с Александром Шабиным, стала выступать под фамилией второго мужа как Людмила Ларина. В составе «Фантазии» участвовала в записи миньона «Откликнись» с песнями на музыку Бориса Рычкова и Татьяны Островской — «Полутона», «Я знаю», «Откликнись», «Счастье». Записала вокализ в «Увертюре» Бориса Рычкова для фильма «Звёздный инспектор».
В конце 1970-х годов начала сотрудничать с композитором Максимом Дунаевским, записав совместно с вокально-инструментальным ансамблем «Фестиваль» песни для фильмов с музыкой Дунаевского «Ах, водевиль, водевиль…», «Куда он денется!», «Проданный смех». Для пластинки Максима Дунаевского с мюзиклом «Три мушкетёра» записала партию Констанции. Для кинокомедии «Карантин» Людмила Ларина записала песни композитора Алексея Рыбникова, а для фильма «Питер Пэн» — песни Игоря Ефремова. С января по март 1980 года была солисткой-вокалисткой ВИА «Фестиваль».
С марта 1980 года по февраль 1981 года Людмила Ларина выступала с эстрадным коллективом «Спектр» Льва Лещенко. С Лещенко она спела дуэтом в песне Бориса Рычкова «Здравствуй, жизнь!» к фильму «Такие же, как мы!». Ларина записала несколько песен композитора Георгия Фиртича для 7-серийного мультипликационного фильма «Доктор Айболит» и участвовала в озвучивании этого мультфильма.
С апреля по октябрь 1981 года Людмила Ларина пела в вокально-инструментальном ансамбле гостиницы «Космос» (Москва), затем — в сочинском ресторане «Москва» и вокально-инструментальном ансамбле сочинской гостиницы «Дагомыс». В октябре 1984 года — мае 1991 года выступала в шоу московской гостиницы «Союз» под руководством Юрия Черенкова.
В первой половине 1990-х годов в третий раз вышла замуж за немца, работавшего главой представительства немецкой компании в СССР и России, взяла его фамилию Шольц, родила двух сыновей и завершила карьеру. Последними работами певицы стали запись детской сказки «Крошечка-Хаврошечка» и музыкальный спектакль для детского театра с Ириной Понаровской «Три толстяка». В 1996 году Людмила Шольц вместе с семьёй эмигрировала в Германию. С 2010 года живёт в коммуне Франкавилла-Фонтана в Италии.

## Песни

### Вокал
- «Ах, водевиль, водевиль…» (М. Дунаевский — Л. Дербенёв)
- «Ах, этот вечер…» (М. Дунаевский — Л. Дербенёв)
- «Здравствуй, жизнь!» (Б. Рычков — И. Шаферан) — дуэт со Львом Лещенко
- «Здравствуй, любовь» (З. Бинкин — В. Гин)
- «Когда любовь твоя со мной» (З. Бинкин — В. Гин)
- «Кто бы что ни говорил» (М. Дунаевский — Л. Дербенёв) — трио с Ольгой Рождественской и Геннадием Трофимовым
- «Куплеты Верочки» (М. Дунаевский — Л. Дербенёв)
- «Люблю тебя» (И. Якушенко — В. Харитонов) — дуэт с Игорем Ивановым
- «Навсегда» (Р. Майоров — И. Резник) — дуэт с Игорем Ивановым
- «Песня музыкальной машины» (М. Дунаевский — Л. Дербенёв) — дуэт с Геннадием Трофимовым
- «Песня русалочек» (И. Ефремов — Л. Дербенёв)
- «Песня царской дочки» (О. Анофриев)
- «Ты не верь, что стерпится» (М. Дунаевский — Л. Дербенёв) — дуэт с Жанной Рождественской
- «Ясные светлые глаза» (Р. Мануков — В. Лазарев)

### На подпевке
- «Всё пройдёт» (М. Дунаевский — Л. Дербенёв) — вокал Михаил Боярский
- «Гадалка» (М. Дунаевский — Л. Дербенёв) — вокал Жанна Рождественская
- «Городские цветы» (М. Дунаевский — Л. Дербенёв) — вокал Михаил Боярский
- «Остановись!» (М. Дунаевский — Л. Дербенёв) — вокал Михаил Боярский
- «Песня о любопытстве» (М. Дунаевский — Л. Дербенёв) — вокал Жанна Рождественская
- «Песня про шута» (М. Дунаевский — Л. Дербенёв) — вокал Жанна Рождественская
- «Ты всё поймёшь» (М. Дунаевский — Л. Дербенёв) — вокал Жанна Рождественская

### Вокал Людмилы Лариной в кино
- «Ах, водевиль, водевиль…» — песни «Ах, этот вечер», «Ах, водевиль, водевиль…», «Ты не верь, что стерпится…»
- «Такие же, как мы!» — песня «Здравствуй, жизнь» (со Львом Лещенко)
- «Звёздный инспектор» — вокализ
- «Проданный смех» — «Песня музыкальной машины», «Растяпы»
- «Куда он денется!» — на подпевке у Михаила Боярского и ансамбля «Фестиваль»
- «Возвращение резидента» — романс «Люблю»
- «Карантин» — песни «Садик заболел», «Вот если бы»
- «Доктор Айболит» (мультипликационный)
- «Питер Пэн»

## Интервью
- Котлячков Сергей. Мне было интересно этим заниматься!: [Интервью с Людмилой Шольц]. Вокально-инструментальная эра (апрель 2014). Дата обращения: 26 января 2017.